# Firrel
Firrel ist eine Gemeinde in der Samtgemeinde Hesel im Landkreis Leer in Niedersachsen.

## Geschichte

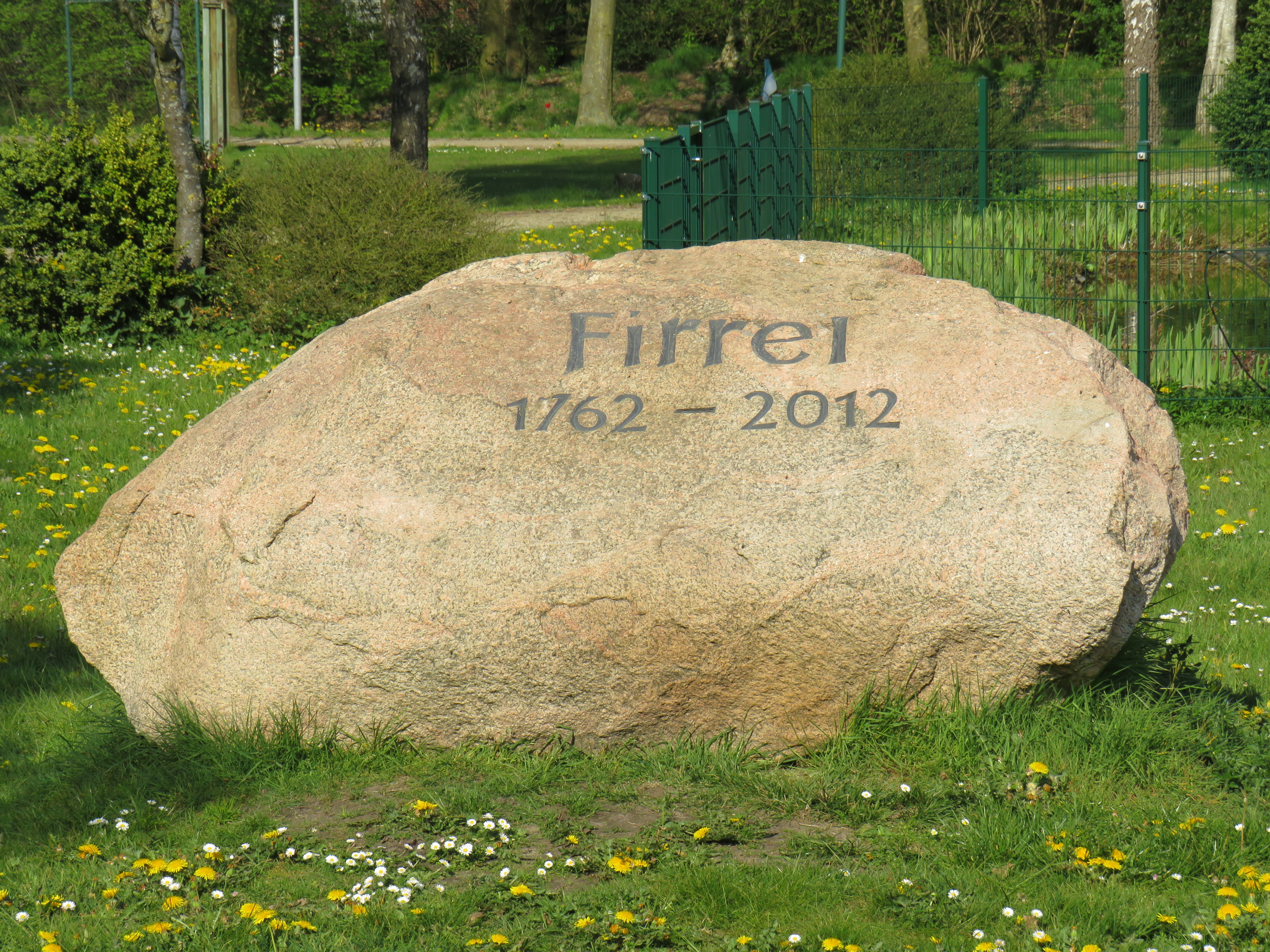
Gedenkstein Firrel 1762 – 2012 (Findling)

Die Gemeinde wurde 1762 als Kolonie nach Betreiben von Heuerleuten aus der Gemeinde Bagband begründet. Der Firrel wurde als Bezeichnung für einen Sandrücken in einem morastigen Gebiet gewählt. Die Kolonisten mussten nachweisen, dass sie Äcker in dem Bereich bestellt hatten. 1790 wurden bereits 32 Häuser in der Moorkolonie gezählt. Deren Zahl stieg über 50 (1802) auf 74 im Jahre 1807 an. Die Fläche der Häuser und der dazugehörigen Grundstücke betrug 170 ha. Die Entwicklung verlief in den folgenden Jahrzehnten jedoch deutlich langsamer: Bis 1841 war die Zahl der Häuser erst auf 89, bis 1862 auf 92 angestiegen, da die Moorkolonisten das angrenzende Moor bereits mehr und mehr abgetorft hatten. Für neue Kolonate fehlten die Ausdehnungsmöglichkeiten. Folglich kam es ab der Mitte des 19. Jahrhunderts zu einer Auswanderungswelle, vor allem in die USA. Erst ungefähr ab der Wende zum 20. Jahrhundert kam es wieder zu Bevölkerungsanstiegen. Die Bevölkerungszahlen untermauern dies: 1811 zählte der Ort 311 Einwohner. Deren Zahl stieg über 346 (1823) auf 524 im Jahre 1848. Danach war ein Rückgang zu verzeichnen: 1858 gab es nur noch 485 Einwohner, 1880 sogar nur noch 418. Erst nach dem Ersten Weltkrieg (1919) hatte die Einwohnerzahl mit 521 wieder den Stand von 1848 erreicht.

## Religion

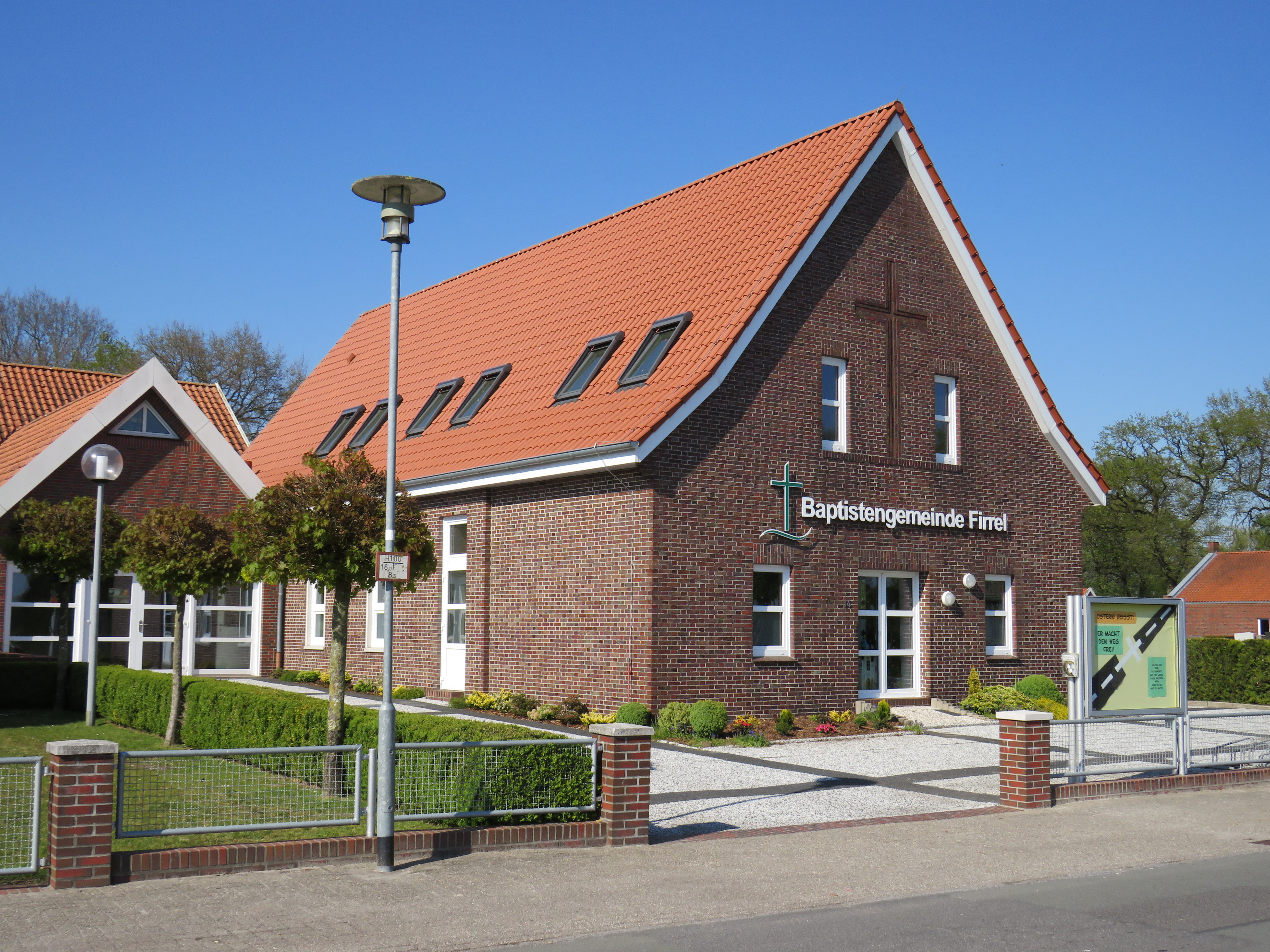
Baptistenkirche Firrel

Die älteste kirchliche Gemeinschaft im Ort ist die Baptistengemeinde. Ihre Anfänge gehen auf 1865 zurück. Seit 1899 existiert in Firrel auch eine Evangelisch-lutherische Kirchengemeinde, die bis zu ihrer Verselbständigung am 1. April 1950 mit der Parochie Hesel pfarramtlich verbunden war. Zu ihr gehören die Lutheraner der Ortschaften Neufirrel und Schwerinsdorf. Sie hat etwa 1600 Mitglieder. Die ev.-luth. Andreaskirche wurde 1907 gebaut.

## Politik

### Gemeinderat
Der Rat der Gemeinde Firrel besteht aus neun Ratsfrauen und Ratsherren. Dies ist die festgelegte Anzahl für die Mitgliedsgemeinde einer Samtgemeinde mit einer Einwohnerzahl zwischen 501 und 1000 Einwohnern. Die neun Ratsmitglieder werden durch eine Kommunalwahl für jeweils fünf Jahre gewählt. Die aktuelle Amtszeit begann am 1. November 2021 und endet am 31. Oktober 2026.
Die letzte Kommunalwahl vom 12. September 2021 ergab das folgende Ergebnis:
| Partei                              | Anteilige Stimmen | Anzahl Sitze |
| ----------------------------------- | ----------------- | ------------ |
| Allgemeine Wählergemeinschaft (AWG) | 51,91 %           | 5            |
| CDU                                 | 48,09 %           | 4            |

Die Wahlbeteiligung bei der Kommunalwahl 2021 lag mit 69,50 % deutlich über dem niedersächsischen Durchschnitt von 57,1 %. Zum Vergleich: 2016 lag sie bei 73,1 %< und  bei der vorherigen Kommunalwahl vom 10. September 2006 lag die Wahlbeteiligung bei 69,3 %.

### Bürgermeister
Der Bürgermeister wird in Mitgliedsgemeinden von Samtgemeinden direkt von den Mitgliedern des Rates gewählt. In der konstituierenden Sitzung des Rates wählte der Gemeinderat das Gemeinderatsmitglied Johann Aleschus (CDU) zum ehrenamtlichen Bürgermeister für die aktuelle Wahlperiode.

## Bildung
Firrel gehörte in den ersten rund 150 Jahren seit der Gründung zur Kirchengemeinde Hesel, die anfangs auch für die Beschulung zuständig war. Bereits 1765, also drei Jahre nach gründung der Moorkolonie, wurde in Firrel eine Nebenschule eingerichtet, 1804 schließlich ein eigenes Gebäude für Firreler Schüler gebaut. Einen ersten festangestellten Lehrer gab es jedoch erst seit 1821. Neun Jahre später kam ein Anbau an das vorhandene Schulgebäude hinzu. Für den Dorflehrer wurde 1859 eine Lehrerwohnung eingerichtet, bereits vier Jahre später erhielt der Ort ein neues Schulgebäude. Unterrichtet wurde seinerzeit einzügig, das heißt, dass Schüler aller Jahrgangsstufen in einer Klasse unterrichtet wurden. Der Anbau einer zweiten Schulklasse und damit auch die Einrichtung einer zweiten Lehrerstelle erfolgte erst 1925. In Firrel wurde bis 1966 unterrichtet, seitdem fahren die Schüler täglich nach Hesel zur Schule. Das alte Schulgebäude wurde zum Dorfgemeinschaftshaus umfunktioniert.

## Vereine und Verbände
Seit 1955 gibt es in Firrel wieder eine Freiwillige Feuerwehr.
Den Sportverein Grün-Weiß Firrel gibt es seit 1973. Die alljährliche Sportwoche des Vereins lockt eine teils vierstellige Zuschauerzahl, da die Organisatoren dazu in nahezu jedem Jahr eine höherklassig spielende Mannschaft verpflichten, darunter bereits mehrfach Werder Bremen und – während seiner Zeit als Dritt- bzw. Viertligist – auch alljährlich Ostfrieslands hochklassigsten Verein Kickers Emden.
Mit dem achten Platz in der Landesliga Weser-Ems erreichte Grün-Weiß Firrel in der Saison 2022/23 seine bisher stärkste Platzierung und wurde damit hinter Kickers Emden zur zweitstärksten Mannschaft in Ostfriesland und Umgebung.

## Persönlichkeiten
- Bernhard Weerts (1858–1929), baptistischer Geistlicher